# Guadeloupezanger
De Guadeloupezanger (Setophaga plumbea, synoniem: Dendroica plumbea) is een zangvogel uit de familie der Parulidae (Amerikaanse zangers).

## Verspreiding en leefgebied
Deze soort is endemisch op de Kleine Antillen.